# Glenn Beauchamp
Glenn Beauchamp (ur. 17 stycznia 1962 w Toronto) – kanadyjski judoka. Dwukrotny olimpijczyk. Zajął piąte miejsce w Los Angeles 1984 i trzynaste w Seulu 1988. Walczył w wadze lekkiej.
Uczestnik mistrzostw świata w 1985. Wicemistrz uniwersjady w 1985. Trzeci na akademickich MŚ w 1986. Czterokrotny mistrz Kanady w latach 1983-1988.

## Letnie Igrzyska Olimpijskie 1984
| Konkurencja | Eliminacje               | Eliminacje       | Eliminacje         | Repasaże           | Finały              | Klas. końcowa |
| Konkurencja | Przeciwnik I             | Przeciwnik II    | 1/4                | Przeciwnik I       | o 3. miejsce        | Miejsce       |
| ----------- | ------------------------ | ---------------- | ------------------ | ------------------ | ------------------- | ------------- |
| 71 kg       | Luis Chirinos (HON) Z-wo | Yi Dexin (CHN) Z | Ezio Gamba (ITA) P | Serge Dyot (FRA) Z | Luiz Onmura (BRA) P | 5.            |

## Letnie Igrzyska Olimpijskie 1988
| Konkurencja | Eliminacje              | Eliminacje             | Eliminacje         | Klas. końcowa |
| Konkurencja | Przeciwnik I            | Przeciwnik II          | 1/4                | Miejsce       |
| ----------- | ----------------------- | ---------------------- | ------------------ | ------------- |
| 71 kg       | Adel Al-Najadah (KUW) Z | Mohamed Moslih (YAR) Z | Mike Swain (USA) P | 13.           |